# Catephia pauli
Catephia pauli là một loài bướm đêm trong họ Erebidae.